# Casa del Fascio
L'ancienne Casa del Fascio (prononcé : [ˈkaːza del ˈfaːʃo]) de Côme en Italie est peut-être le bâtiment le plus connu de l'architecte italien rationaliste Giuseppe Terragni. Ce monument est à la fois considéré comme un exemple de l'architecture moderne italienne que comme faisant partie d'une branche de l'architecture fasciste.

## Histoire
Commencé en 1932 et terminé en 1936 sous le régime de Benito Mussolini, ce bâtiment pour l'administration municipale était construit à l'origine dans une optique de fonctionnalisme comme un cadre élégant pour les manifestations fascistes. Conçu à la manière des Palazzi classiques autour d'un atrium vitré, il était décoré de fresques abstraites (détruites depuis) de l'artiste Mario Radice, et le projet original s'enorgueillissait d'illuminations changeantes sur la façade.
Le bâtiment a la forme d'un grand parallélépipède formé d'éléments géométriques purs : la façade longue de 33,20 mètres pour une hauteur de moitié, présente une partie pleine et lisse et une partie composée de poteaux-poutres très simples jouant sur un effet de pleins et de vides. Les matériaux (ciment clair, verre et métal) sont associés de manière à créer des lignes parallèles et perpendiculaires. L'intérieur est recouvert de marbre blanc et de marbre noir de Belgique.
Aujourd'hui l'immeuble est le siège du commandement provincial de Côme de la Guardia di Finanza.